# Cryptoserphus dilatus
Cryptoserphus dilatus är en stekelart som beskrevs av Henry Keith Townes, Jr. 1981. Cryptoserphus dilatus ingår i släktet Cryptoserphus, och familjen svartsteklar. Arten är reproducerande i Sverige.